# مثبط لهب مبروم
مثبطات اللهب المُبَرْوَمة هي مثبطات لهب لها حاوية في تركيبها الكيميائي على مركبات بروم عضوية والتي لها خاصية تثبيط اللهب عند الاحتراق أو الاشتعال.

## الإنتاج
في عام 2011، تم بيع 390000 طن من مثبطات اللهب المبرومة. وهذا يمثل ما نسبته 19.7% من سوق مثبطات اللهب المبرومة.